# Irthlingborough
Irthlingborough est une ville et une paroisse civile du Northamptonshire, en Angleterre.